# 中央人民广播电台都市之声
中央人民广播电台都市之声（TOP FM 101.8，youRadio，旧称Metro FM 101.8）为中央人民广播电台第四套节目，通过调频101.8兆赫对北京地区广播，于2003年6月16日开播，2017年7月10日停播，同日被“中央人民广播电台经典音乐广播”替代，原都市之声的主持人部分继续于经典音乐广播担当主持人，部分主持人则转投中央人民广播电台文艺之声，部分则辞职。
都市之声停播前全天播音20小时（4：55-次日凌晨1：05，星期二13：05-16：55检修），每日节目全部播音完毕后以《城里的月光》作为结束曲。

## 主要节目
- 《北京早上好》
- 《长安一路通》
- 《SOHO新势力》
- 《阳光芳草地》（星期六日播出）
- 《风尚CBD》
- 《经典新天地》（星期六日播出）
- 《漫步新街口》
- 《时尚青年路》（星期六日播出）
- 《乐活四九城》
- 《后海星光下》
- 《相约学院路》（星期六日播出）
- 《娱乐三里屯》
- 《今夜平安里》
- 整点/半点播出北京市路况信息、天气情况。